# خانقاه (بردسکن)
خانقاه نام روستایی از توابع بخش مرکزی شهرستان بردسکن در استان خراسان رضوی است. این روستا در دهستان کوهپایه قرار دارد و براساس سرشماری سال ۱۳۹۰ جمعیت آن ۲۵۰ نفر (۸۵ خانوار) بوده است.